# Čestná listina IBBY
Čestná listina IBBY (anglicky IBBY Honour List) je ocenění aktuálně vydaných dětských knih, kdy se oceňuje tvůrce knihy, ilustrátor a překladatel. Cenu uděluje Mezinárodní sdružení pro dětskou knihu (anglicky International Board on Books for Young People, zkratka IBBY) vždy mezi dvěma kongresy IBBY, každé dva roky. Návrhy nominují národní sekce IBBY a kniha nesmí být vydána dříve než tři roky předtím. Je to jedno z nejprestižnějších ocenění pro tvůrce dětských knížek. Čestná listina se oceněným slavnostně uděluje na Kongresu IBBY ve formě diplomu.
Čestná listina vychází vždy jako katalog a stálá kolekce oceněných knih je k dispozici ve vybraných místech po světě (Mnichov – International Youth Library, Curych – Swiss Institute for Child and Youth Media, Bratislava – Bibiana Research Collection, Petrohrad – RBBY Central Children's Library, Tokio – IBBY, Kuala Lumpur – Book City Corporation of Malaysia, Tucson – World of Words a od roku 2014 Evanston, Northwestern University Library).

## Historie ceny
Cena začala být udílena v roce 1956 a jmenovala se Čestná listina Hanse Christiana Andersena. V roce 1980 se přejmenovala na současný název.
Autoři toto ocenění získávají od roku 1956, ilustrátoři od roku 1974 a překladatelé od roku 1978.

## Zajímavosti
Z českých spisovatelů získal Bohumil Říha ocenění v roce 1972 a v roce 1980 získal prestižní Cenu Hanse Christiana Andersena.
Z českých ilustrátorů to stejné získal Jiří Trnka (1960, 1968) a Květa Pacovská (1986, 1992).
Z českých spisovatelů ocenění dvakrát obdrželi Pavel Šrut (1992 a 2006) a Iva Procházková (2000 a 2012), z českých ilustrátorů  František Skála ml. (2002 a 2010) a Jindra Čapek (2000 a 2014) a z českých překladatelů Jarka Vrbová (1994 a 1998).
Ocenění získali František Skála otec (1990) a František Skála syn (2002, 2010).

## Čeští držitelé ocenění
| Rok  | Autor, kniha                                          | Ilustrátor, kniha                                          | Překladatel, kniha                                            |
| ---- | ----------------------------------------------------- | ---------------------------------------------------------- | ------------------------------------------------------------- |
| 2022 | —                                                     | —                                                          | —                                                             |
| 2020 | Marek Toman, Cukrárna U Šilhavého Jima                | Michaela Kukovičová, Nebojme se bát                        | Helena Stiessová, Sally Jones a dopis od mrtvého              |
| 2018 | Barbora Klárová a Tomáš Končinský, Překlep a Škraloup | Filip Pošivač, Kuba Tuba Tatubahn                          | Jarmila Emmerová, Strom duchů                                 |
| 2016 | Daniela Fischerová, Pohoršovna                        | Andrea Tachezy, Ferdinande!                                | Radek Malý, Malé lalulá (antologie poezie německého nonsense) |
| 2014 | Radek Malý, Listonoš vítr                             | Jindra Čapek, V království mocných víl                     | Michaela Škultéty, ČIK                                        |
| 2012 | Iva Procházková, Nazí                                 | Tereza Říčanová, Noemova archa                             | Jana Jašová, Lovec duchů – Letopisy z hlubin věků             |
| 2010 | Alena Ježková, Příběhy českých knížat a králů         | František Skála, Žabí zámek                                | Dominika Křesťanová, Tajemstvi prstencu Saturnu               |
| 2008 | Viola Fischerová, Co vyprávěla Dlouhá chvíle          | Petr Nikl, Lingvistické pohádky                            | Dagmar Hartlová, Podivuhodná cesta Nilse Holgerssona Švédskem |
| 2006 | Pavel Šrut, Verunka a kokosový dědek                  | Markéta Prachatická, Popelka a další pohádky bratří Grimmů | Jan Petr Velkoborský, Bílý slon a jiné pohádky                |
| 2004 | Ivona Březinová, Začarovaná třída                     | Martina Skala, Strado & Varius                             | -                                                             |
| 2002 | Zbyněk Malinský, Pohádky ze Sluneční ulice            | František Skála, O dobré a o zlé moci                      | -                                                             |
| 2000 | Iva Procházková, Soví zpěv                            | Jindra Čapek, Příběhy, na které svítilo slunce             | -                                                             |
| 1998 | Hana Bořkovcová, Zakázané holky                       | Renáta Fučíková, Vyprávění ze Starého zákona               | Jarka Vrbová, Tajemství karet                                 |
| 1996 | -                                                     | -                                                          | -                                                             |
| 1994 | Vladimír Hulpach, Pohádkové vandrování po Čechách     | Karel Franta, Pohádkové vandrování po Čechách              | Jarka Vrbová, Bratři Lví srdce                                |

## Českoslovenští držitelé ocenění
| Rok  | Autor, kniha | Ilustrátor, kniha | Překladatel, kniha                                                                                         |
| ---- | --- | --- | --- |
| 1992 | Pavel Šrut, Kočičí král (za Čechy) Ján Uličiansky, Snehuliacke ostrovy (za Slovensko)                                | Ľuba Končeková-Veselá, Le monde magique des créatures enchantées                                                                    | Peter Čačko, Päť prípadov detektíva Konôpku                                                                |
| 1990 | Jan Skácel, Proč ten ptáček z větve nespadne (za Čechy) Peter Glocko, Já sa prázdnin nebojím (za Slovensko)          | František Skála, Pohádky z bramborových řádků                                                                                       | Vladimír Svoboda, Válka světů                                                                              |
| 1988 | Eduard Petiška, Olin a lišky (za Čechy) Dušan Dušek, Babka na rebríku (za Slovensko)                                 | Ondrej Zimka, Belasý maják | - |
| 1986 | Valja Stýblová, Princ a Skřivánek (za Čechy) Daniel Hevier, Kam chodia na zimu zmrzlinári (za Slovensko)             | Květa Pacovská, Svět pohádek bratří Grimmů                                                                                          | Libor Štukavec, Tatínek píše paměti                                                                        |
| 1984 | Eliška Horelová, Kluci ze zabraného (za Čechy) Tomáš Janovic, Drevený tato a jeho rozprávkové varechy (za Slovensko) | Vincent Hložník, Snežienka | Hana Ferková, Snehulienka a iné rozprávky                                                                  |
| 1982 | Milena Lukešová, Jak je bosé noze v rose (za Čechy) Ján Navrátil, Lampáš malého plavčíka (za Slovensko)              | Zdeněk Mlčoch, Procházky Prahou | Václav Netušil, Matyáš Sandorf I, II                                                                       |
| 1980 | Zdeňka Bezděková, Děvčátko Zdena a moudrý pes (za Čechy) Vincent Šikula, Ďuro, pozdrav Ďura (za Slovensko)           | Igor Rumanský, Ako sa chytá radosť                                                                                                  | Mária Ďuríčková, Krása nevídaná                                                                            |
| 1978 | Eva Bernardinová, Kluci, holky, Stodůlky (za Čechy) Mária Ďuríčková, Dunajská kráľovná (za Slovensko)                | Jan Kudláček, za knižní sérii Holčička a déšť, Jakub a babí léto a Bíla zima (za Čechy) Aloiz Klomo, Beliže mi, beli (za Slovensko) | Zdeňka Psůtková, Na obzoru plachta bílá (za Čechy) Miroslav Válek, Pán Malilínček a veľryba (za Slovensko) |
| 1976 | Ota Hofman, Červená kůlna Lubomír Feldek, Modrá kniha rozprávok                                                      | Antonín Strnadel, U veselého věnce Josef Baláž, Ilias by Homér                                                                      | neudělováno                                                                                                |
| 1974 | Václav Čtvrtek, Rumcajs                                                                                              | Viera Bombová, Rozprávky z nefritových hor                                                                                          | neudělováno                                                                                                |
| 1972 | Bohumil Říha, O rezavém rváči a huňatém pánovi                                                                       | neudělováno | neudělováno                                                                                                |
| 1970 | Klára Jarunková, Brat mlčanlivého vlka                                                                               | neudělováno | neudělováno                                                                                                |
| 1968 | - | neudělováno | neudělováno                                                                                                |
| 1966 | Helena Šmahelová, Dobrá mysl                                                                                         | neudělováno | neudělováno                                                                                                |
| 1964 | Jaroslava Blažková, Ohňostroj pre deduška                                                                            | neudělováno | neudělováno                                                                                                |
| 1962 | - | neudělováno | neudělováno                                                                                                |
| 1960 | Jiří Trnka a Zdeněk Kriebel, Ptám se, ptám se, pampeliško                                                            | neudělováno | neudělováno                                                                                                |
| 1958 | - | neudělováno | neudělováno                                                                                                |
| 1956 | - | neudělováno | neudělováno                                                                                                |